# قائمة زملاء الجمعية الملكية المنتخبين في 1910
هذه الصفحة تعرض قائمة زملاء الجمعية الملكية المُنتخبين لعام 1910.

## الزملاء
- باول إرليش
- Arthur Philemon Coleman [الإنجليزية]‏
- Bertram Hopkinson [الإنجليزية]‏
- فردريك سودي
- Louis Napoleon George Filon [الإنجليزية]‏
- ألفريد فاولر
- Gilbert Charles Bourne [الإنجليزية]‏
- Frederick Augustus Dixey [الإنجليزية]‏
- Arthur Lapworth [الإنجليزية]‏

## الأعضاء الأجانب
- أوغست وايزمان
- Jean-Baptiste Édouard Bornet [الإنجليزية]‏
- سفانت أرينيوس
- فيتو فولتيرا